# Does
Le Does est une rivière néerlandaise de la Hollande-Méridionale. C'est un affluent du Vieux Rhin.
Cette petite rivière relie le Kromme Does et dans la continuation de celle-ci, le Wijde Aa, au Dwarswetering et au Vieux Rhin. La rivière commence à Hoogmade et part de là en direction sud-ouest vers Zoeterwoude-Rijndijk, en traversant le territoire des communes de Kaag en Braassem et de Leiderdorp, quasiment en parallèle à l'A4.
Le Does sert également à l'évacuation des eaux des polders avoisinants et héberge un petit port de plaisance à Leiderdorp.
Sous le Does se trouve un des principaux tunnels de la Ligne à Grande Vitesse qui relie Anvers à Amsterdam.

## Source
- (nl) Cet article est partiellement ou en totalité issu de l’article de Wikipédia en néerlandais intitulé « Does » (voir la liste des auteurs).